# 記得我愛你 (電影)
《記得我愛你》（法語：Se souvenir des belles choses）是由Zabou Breitman執導的法國電影。由伊莎貝‧卡蕾、貝爾納·康潘、貝爾納·勒·科克演出，本片獲得了2003年凯撒电影奖的最佳影片獎，最佳女演員和最佳男配角獎，並被提名為最佳男演員。

## 劇情
柯萊兒布珊是一名年輕女孩，卻從母親那裡遺傳到一種無法醫治的慢性失憶症。她的記憶、語言和現實，都會一點一滴的流失.....
於是她被送到復健中心「松鼠療養院」治療，在這個專門治療記憶力的地方，她遇見了菲利普。溫柔的他本來是一個品酒師，卻因為發生意外導致暫時失去記憶。
一個慢慢失去記憶的女人與另一個逐漸找回記憶的男人之間，一段特別的愛情悄悄的滋生。

## 演員
- 伊莎貝‧卡蕾（英语：Isabelle Carré） 飾 柯萊兒布珊
- 貝爾納·康潘（英语：Bernard Campan） 飾 菲利普
- 貝爾納·勒·科克（英语：Bernard Le Coq） 飾 Prof. Christian Licht
- 莎寶·布里曼（英语：Zabou Breitman） 飾 Marie Bjorg
- 安·勒·尼（英语：Anne Le Ny） 飾 Nathalie Poussin
- 多米尼克·皮諾（英语：Dominique Pinon） 飾 Robert
- 德尼斯·格拉尼埃—德費爾（英语：Denys Granier-Deferre） 飾 Toto
- 法蘭西斯·萊文特爾（英语：François Levantal） 飾 Daniel
- 尚克勞德‧德蕾（英语：Jean-Claude Deret） 飾 Léo Finkel
- 席琳洛佩兹（英语：Celine Lomez） 飾 Sarah
- 朱利安·柯貝（英语：Julien Courbey） 飾 Stéphane
- 吉莱纳·隆代（英语：Guilaine Londez） 飾 Isabelle
- Aude Briant 飾 Corinne